# 椎葉大翼
椎葉 大翼（しいば だいすけ）は、日本のゲームミュージックの作曲家。元任天堂所属で、退社後はフリーランスとして活動している。

## 略歴
熊本県出身、千葉県で育つ。子供時代にはエレクトーンを習っていたが、その中で作曲の課題が出されたことをきっかけに作曲に興味を持ち、親に買ってもらったパソコンで音楽を作るようになる。中学2年の時には音大入学を目指すため楽器をエレクトーンからピアノに変え、和声や対位法などの音楽理論を習い始める。
学生時代の1998年に開催された「第3回 アスキー エンタテインメント ソフトウェア コンテスト」にて、自作曲『March ADVANCE』で音楽作品奨励賞を受賞。その後、アスキーおよびエンターブレインが発売したRPG制作ソフト『RPGツクール2000』『RPGツクール2003』に楽曲提供を行う。
進学した洗足学園音楽大学では作曲を専攻し、2004年には吹奏楽曲『マーチ・プログレス』の作曲で下谷賞の佳作を受賞。また、在学中には任天堂が主催していた学生向けセミナー「任天堂ゲームセミナー」を受講。
2005年4月に新卒で任天堂に入社し企画開発本部企画開発部サウンドグループに所属、『英語が苦手な大人のDSトレーニング えいご漬け』『トモダチコレクション』『いつの間に交換日記』などの楽曲を担当する。
2013年10月に任天堂を退社した後はフリーランスの作曲家として活動を開始し、主にインディーゲームの楽曲を手掛ける。また、自身の楽曲を演目とするコンサートを開催している。
2023年より洗足学園音楽大学・作曲コースで非常勤講師を務めている。

## 人物・作風
尊敬する作曲家の一人として、崎元仁を挙げている。崎元が楽曲を担当したスーパーファミコン用ソフト『伝説のオウガバトル』の音楽を聴いた際に「ゲーム機の中にオーケストラがいる！」「なんてワクワクする音楽なんだろう！」と感じたという。また、スネアドラム、ティンパニ、ドラムセットなど打楽器全般の使い方が飛び抜けて格好いい、とも語っている。
フリーランスになってからの楽曲は、弦楽四重奏やピアノ独奏、バンド演奏など生楽器を用いることが多いが、その収録の際には、オープンリールのテープを備えたスタジオでアナログ録音するという、現在では珍しい手法をとっている。これにより、テープ独特の中低音がふくよかなサウンドとなることや奏者が一斉に演奏するライブ感で音楽が上質なものになるとしている。

## 作品
特記のない項目は作曲を担当。

### ゲームソフト

#### 学生時代
- RPGツクール2000 サンプルゲーム『III』（2000年、アスキー）[11]
- 音楽ツクール かなでーる2（廉価版） サンプル曲（2000年、アスキー）※受賞曲『March ADVANCE』のみ収録[4]。
- RPGツクール2003 サンプル曲（2003年、エンターブレイン）※村上博美と共同。

#### 任天堂在籍時代
- 英語が苦手な大人のDSトレーニング えいご漬け（2006年）[12][13]
- リズム天国（2006年） - 編曲、効果音
- 英語が苦手な大人のDSトレーニング もっとえいご漬け（2007年）[13]
- ぼくらはカセキホリダー（2008年）※伊藤明日香、井上萌と共同。
- 大合奏!バンドブラザーズDX（2008年） - 効果音、音楽
- カタチのゲーム まるぼうしかく（2008年）※Johan Krafftと共同[14]。
- トモダチコレクション（2009年）[13]※ゲーム内では椎葉をモデルとしたキャラクター「しいばくん」が登場する[8]。
- エキサイトバイク ワールドレース（2009年）
- 燃やすパズル フレイムテイル（2010年）※並木学、伊藤美紀、藤原達也、高本誠一と共同。
- みんなのリズム天国（2011年） - スペシャルサンクス
- いつの間に交換日記（2011年）[12]
- キキトリック（2012年）※永田しのぶ、後田信二と共同。
- わがままファッション GIRLS MODE よくばり宣言!（2012年）※伊藤明日香、須戸敏之と共同。
- トモダチコレクション 新生活（2013年） - スペシャルサンクス

#### フリーランス時代
- ねずみハンター キャシー（2015年、廣田紳）[15]
- SMILE GAME BUILDER（2016年、スマイルブーム）[16]
- プリンキピア:マスター・オブ・サイエンス（2016年、PLAYISM）[12]
- Solokus（2017年、waken）[17]
- 街づくりパズル エコノミシティ（2017年、waken）[18]
- ネコの絵描きさん（2017年、waken）[12][18]
- From_.（2017年、nakajima）[12][19]
- もぐらたん（2017年、waken）[18]
- サリーの法則（Nintendo Switch版）（2018年、ポラリスエックス）※新曲2曲を提供[2]。
- おしのびさん ソラオの手裏剣ショット（2018年、waken）[18]
- ネコの大喜利寿司（2019年、集英社）[18]
- World for Two（2019年、セブンスランク）[20]
- Osolo（2019年、waken）[21]
- 中毒パズル レベルスVS（2020年、タイトー）※ケビン・マクロード（英語版）と共同[22]。
- ファイナルファンタジー ピクセルリマスター（『II』『III』『IV』『V』『VI』）（2021-2022年、スクウェア・エニックス） - 『II』『III』『V』『VI』：編曲 ※他編曲家と共同[23][24][25][26]、『IV』：スコア、パート譜制作[27]。
- にゃんばーカードWARS（2021年、waken）[28]
- 発見王（2021年、Nekoup）[29]
- ストレンジャー オブ パラダイス ファイナルファンタジー オリジン（2022年、スクウェア・エニックス） - 編曲 ※他編曲家と共同[30]
- OU（2023年、ジー・モード）[31]
- ゴジラ ボクセルウォーズ（2023年、TOHO Games）[32]
- 星のハルカ（2026年発売予定、PLAYISM）※他作曲家と共同[33]
- 囚人へのペル・エム・フル（リメイク版）（発売日未定、八百谷真）[34]
- でっかわ彼女（発売日未定、room6）[12]
- Project Circle（発売日未定、bluffman）[19]
- びはんとマルの森（発売日未定、RirCreate）[35]

### その他の作品
- オーディオドラマ『幼馴染との帰省を決めた12月12日の夜の話』（2022年、株式会社コトリボイス）[36]
- オーディオドラマ『彼を吸い終えるまでの8年間の話』（2022年、株式会社コトリボイス）[37]
- オーディオドラマ『好きになりそうな人と写真を撮った夜の話』（2022年、株式会社コトリボイス）[38]
- オーケストラコンサート『NJBP Live! #13 ～下丸子全曲演奏 オホーツクに聴ゆ～』（2024年、新日本BGMフィルハーモニー管弦楽団） - 編曲[39][40]